# Sam Elliott
Samuel Pack "Sam" Elliott, född 9 augusti 1944 i Sacramento, Kalifornien, är en amerikansk skådespelare.
Han är lång och gänglig och har ofta kraftig mustasch. Tillsammans med den djupa rösten får han ofta spela cowboy eller ranchägare i filmer som oftast tillhör western-genren.
Elliott är sedan 1984 gift med skådespelaren Katharine Ross, som han mötte första gången 1967 under inspelningen av Butch Cassidy och Sundance Kid.

## Filmografi i urval
- 1969 – Butch Cassidy och Sundance Kid
- 1970 – Arenans hjältar
- 1970–1971 – På farligt uppdrag (TV-serie)
- 1972 – Molly and Lawless John
- 1973 – The Blue Knight (TV-film)
- 1976 – Once an Eagle (TV-serie)
- 1978 – Arvet
- 1979 – Sacketts - bröder och hämnare (TV-film)
- 1985 – Mask
- 1989 – Road House
- 1989 – Tror du på tomten, Jessie?
- 1991 – Rush
- 1991 – Conagher
- 1993 – Gettysburg
- 1993 – Tombstone
- 1995 – Den förlorade sonen (TV-film)
- 1998 – The Big Lebowski
- 2000 – The Contender
- 2000 – Fail Safe
- 2002 – We Were Soldiers
- 2003 – Hulk
- 2005 – Thank You for Smoking
- 2006 – Bondgården (röst)
- 2006 – The Alibi
- 2007 – Ghost Rider
- 2007 – Guldkompassen
- 2009 – Har du hört ryktet om Morgans?
- 2012 – The Company You Keep
- 2014 – Draft Day
- 2015 – Grandma
- 2015 – Den gode dinosaurien (röst)
- 2016 – Rock Dog (röst)
- 2016 – The Ranch (TV-serie) Beau Bennett (2016-)
- 2017 – The Hero
- 2017 – The Gettysburg Address (röst)
- 2018 – A Star Is Born
- 2021–2022 – 1883 (TV-serie)